# Västra hamnen, Helsingfors

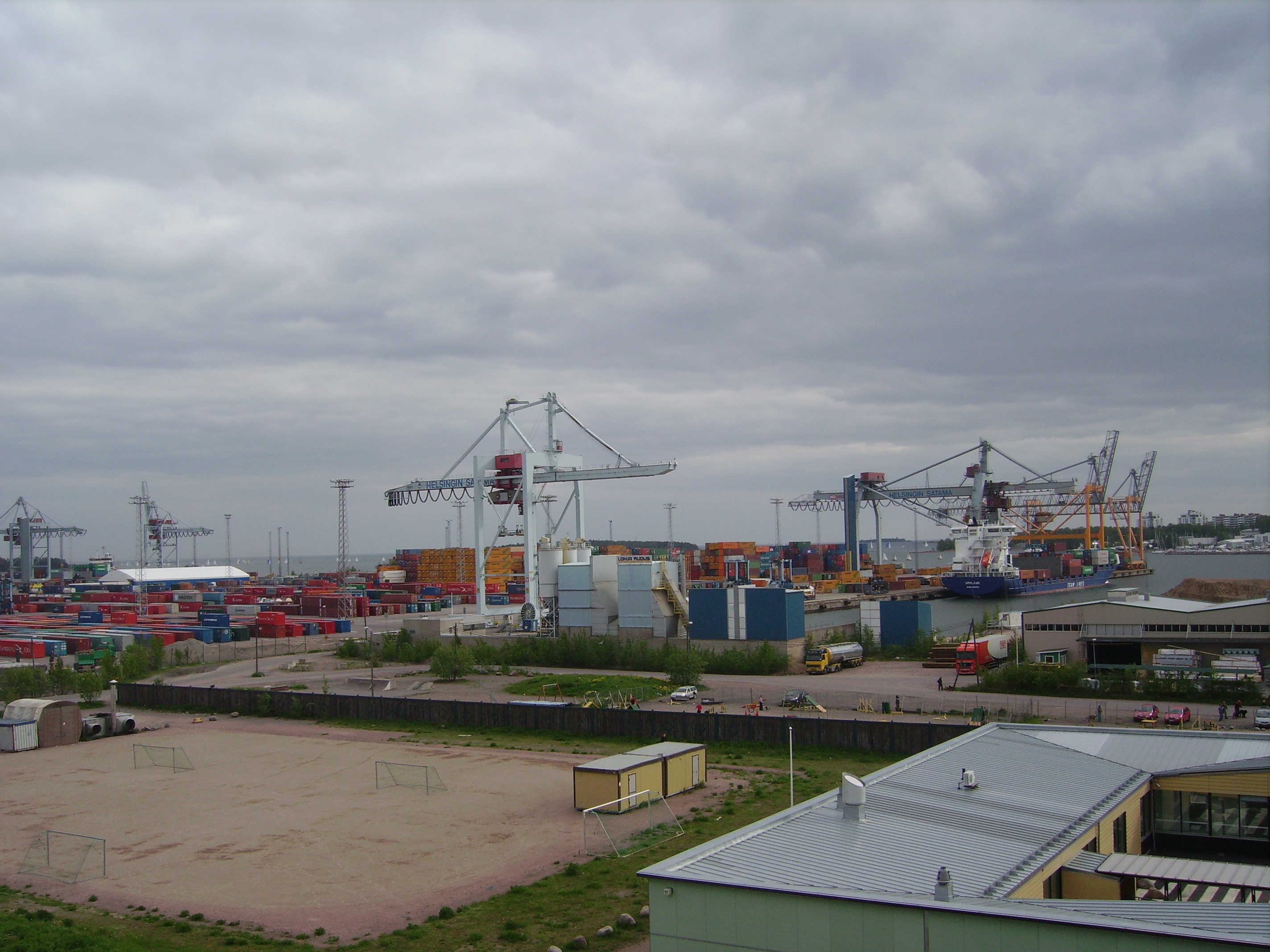
Västra hamnen, 2006.

Västra hamnen (finska: Länsisatama) är en stadsdel och en hamn i Helsingfors stad. Delområden i stadsdelen är Gräsviken, Lappviken, Busholmen och Ärtholmen.  
Västra hamnen var länge den viktigaste godshamnen i Helsingfors tillsammans med Sörnäs hamn. Då Nordsjö hamn blev klar mot slutet av 2008 stängdes godshamnen i Västra hamnen. Passagerarterminalen i Västra hamnen används främst av trafiken till och från Tallinn i Estland, den trafiken stannade kvar trots att godshamnen stängs. Godshamnens gamla område kommer att byggas om som en del av den nya stadsdelen Busholmen, beräknad att stå klar till år 2030.